# Bob na Zimskih olimpijskih igrah 1984
Bob na Zimskih olimpijskih igrah 1984.

## Rezultati

### Dvosed
| Poz | Ekipa                                                      | Čas     |
| --- | ---------------------------------------------------------- | ------- |
| 1   | Vzhodna Nemčija II (Wolfgang Hoppe, Dietmar Schauerhammer) | 3:25,56 |
| 2   | Vzhodna Nemčija I (Bernhard Lehmann, Bogdan Musiol)        | 3:26,04 |
| 3   | Sovjetska zveza II (Zintis Ekmanis, Vladimir Aleksandrov)  | 3:26,16 |

### Štirised
| Poz | Ekipa                                                                                      | Čas     |
| --- | ------------------------------------------------------------------------------------------ | ------- |
| 1   | Vzhodna Nemčija I (Wolfgang Hoppe, Roland Wetzig, Dietmar Schauerhammer, Andreas Kirchner) | 3:20,22 |
| 2   | Vzhodna Nemčija II (Bernhard Lehmann, Bogdan Musiol, Ingo Voge, Eberhard Weise)            | 3:20,78 |
| 3   | Švica I (Silvio Giobellina, Heinz Stettler, Urs Salzmann, Rico Freiermuth)                 | 3:21,39 |